# Tamara Wassiljewna Lasakowitsch
Tamara Wassiljewna Lasakowitsch (russisch Тамара Васильевна Лазакович, belarussisch Тамара Васілеўна Лазаковіч; * 14. März 1954 in Gussewo; † 1. November 1992 in Wizebsk, Belarus) war eine sowjetische Kunstturnerin, die für Dinamo Wizebsk startete.

## Karriere
Tamara Lasakowitsch gehörte bei den Weltmeisterschaften 1970 in Ljubljana zur sowjetischen Riege, die den Titel in der Mannschaftswertung vor der Riege aus der DDR gewann. Bei den Europameisterschaften 1971 vor heimischem Publikum in Minsk teilten sich Ljudmila Turischtschewa und Tamara Lasakowitsch die vorderen Plätze. Im Mehrkampf gewannen beide mit gleicher Punktzahl Gold vor der drittplatzierten Erika Zuchold aus der DDR. In den Gerätefinals gewann Turischtschewa Gold am Boden und im Pferdsprung und Lasakowitsch erhielt Silber. Am Schwebebalken und am Stufenbarren siegte Lasakowitsch vor Turischtschewa.
Bei den Olympischen Spielen 1972 in München siegte die sowjetische Riege vor der Riege aus der DDR. Dabei waren mit Ljudmila Turischtschewa, Tamara Lasakowitsch und Ljubow Burda noch drei Turnerinnen aus der Weltmeistermannschaft von 1970 dabei, Hinzugekommen waren Olga Korbut, Antanina Koschal und Elwira Saadi. Die Einzelwertung im Mehrkampf gewann Turischtschewa vor Karin Janz aus der DDR, Lasakowitsch erhielt die Bronzemedaille. In den Gerätefinals siegte Janz an Pferd und Stufenbarren, Korbut am Schwebebalken und im Bodenturnen. Lasakowitsch erreichte drei Gerätefinals, sie belegte den sechsten Platz im Sprung, gewann Bronze am Boden und Silber auf dem Schwebebalken.
Nach diesen drei erfolgreichen Jahren beendete Lasakowitsch im Alter von achtzehn Jahren ihre sportliche Karriere ohne offizielle Begründung. Lasakowitsch arbeitete fortan als Turntrainerin in Wizebsk, wurde aber in diesem Beruf nicht glücklich. Sie starb im Alter von 38 Jahren an den Folgen längerer Alkoholabhängigkeit.